# Plenty River (Yarra River)
Der Plenty River ist ein Fluss im Süden des australischen Bundesstaates Victoria und ein Nebenfluss des Yarra River.
Er entspringt an den bewaldeten Hängen des Mount Disappointment, fließt durch das kleine Toorourrong Reservoir nach Süden und speist den ersten größeren Stausee der Wasserversorgung von Melbourne, das Yan Yean Reservoir. Von dort setzt er seinen Lauf nach Süden fort und mündet bei Heidelberg im Nordosten Melbournes in den Yarra River.
Der Plenty River Trail ist ein Wanderweg entlang des Unterlaufes des Flusses.